# Stefano Gallini
Stefano Gallini (Venezia, 22 marzo 1756 – Padova, 26 maggio 1836) è stato un medico, fisiologo e scienziato italiano.
Fu uno dei pochi scienziati italiani notevoli del primo Ottocento, conosciuto e stimato anche all'estero.

## Biografia
Dopo gli studi primari a Venezia, si laureò all'Università di Padova in medicina il 9 dicembre 1776.
Nel 1777 iniziò un viaggio di studio in Europa e fu dapprima a Montpellier, poi per due anni a Parigi e infine, per altri due anni a Londra entrando in diretto contatto con illustri Maestri come Pierre Joseph Desault, Félix Vicq d'Azyr, John Hunter, William Hunter, Joseph Priestley.
Tornato in Italia, soggiornò a Napoli, Roma, Firenze, Bologna e Parma, dove conobbe i maggiori studiosi italiani di ambito biomedico dell'epoca.
Nel 1782 ritornò a Venezia dove fondò il Giornale per servire alla storia ragionata della medicina di questo secolo, che pubblicava articoli scientifici italiani ed europei.
Nel 1786, ottenne la cattedra di Ad Theoricam Ordinariam Medicinae all'Università di Padova.
Nel 1806, con la riforma napoleonica, la cattedra fu mutata in quella di nuova istituzione di fisiologia e anatomia comparata, mutata poi in quella di fisiologia nel 1815 e infine, nel 1817 mutata in quella di fisiologia e anatomia sublime, che mantenne fino alla morte.
Dal 1812 al 1813 fu rettore dell'ateneo patavino.
Negli anni accademici 1814-1815 e 1815-1816 fu sospeso dall'insegnamento perché sospettato dalle autorità austriache di giacobinismo.
Reintegrato nell'insegnamento, fu nuovamente rettore dell'Università di Padova dal 1827 al 1828.
Fu membro delle più importanti accademie mediche e scientifiche dell'epoca. Dal 1808 fu socio dell'Accademia Nazionale delle Scienze.
Gallini è stato una figura importante nella fisiologia del tormentato periodo di transizione che questa scienza ebbe tra il Settecento e l'Ottocento e nella sua personalità e nelle sue opere c'è il riflesso di questa epoca (Loris Premuda).
Classici i suoi Nuovi elementi della fisica del corpo umano che ebbero varie edizioni e ampia diffusione nelle università della penisola.

## Opere
- Oratio inauguralis habita in Gymnasio patavino 3. id. octobr. an. 1786. a Stephano Gallino cum primum ad theoricam medicinam ordinariam publice profitendam accederet (1786).
- Saggio d'osservazioni concernenti li nuovi progressi della fisica del corpo umano (1792).
- Introduzione alla fisica del corpo umano sano ed ammalato ossia Fisiologia generale e patologia generale, In Padova: presso Pietro Brandolese, (1802)
- Nuovo saggio d'osservazioni fisiologiche In Padova: Presso Brandolese, (1807)
- Tentativi diretti a indagare le leggi della vitalità nell'economia animale (1808).
- Nuovi elementi della fisica del corpo umano (1808; 1820; 1825).
- Dello scopo che devono avere i medici nella cura delle malattie a loro propriamente appartenenti (1810).
- Sull'utilità delle nozioni fisiologiche per la patologia e per la medicina pratica (1814).
- Sull'indipendenza della fisiologia dalle questioni metafisiche, fisiche e chimiche (1815).
- Elementi di fisiologia del corpo umano, Padova: per Bettoni e compagno (1817)
- Considerazioni sopra l'esperienze con cui Legallois e Wilson-Philip giudicarono di poter determinare la sede e le leggi della forza vitale del cuore e quindi l'origine di alcuni disordini nell'economia animale (1824).
- Summa observationum anatomicarum ac physico-chymicarum quae usque ab anno 1792. expositae praecurrerunt nova elementa physicae corporis humani (1824).
- Compendium operis pro tertia vice editi anno 1825 cui titulo est Nova elementa physicae corporis humani (1827).
- Considerazioni sullo stato attuale della fisica del corpo umano in opposizione ai nuovi principj di anatomia fisiologica e di fisiologia dell'uomo opera del professore Henszler pubblicata in Norimberga l'anno 1825 (1827).
- Sul poco conto che di alcune proposizioni fondamentali della fisica del corpo umano venne fatto da molti dotti (1830).
- La superiorità dell'uomo sopra tutti gli esseri creati su questa terra fisiologicamente considerata: Discorso inaugurale letto nella grand'aula dell'I.R. Universita di Padova per l'apertura di tutti gli studj nel giorno 27 novembre 1831 Padova: Tipografia del Seminario,(1831)